# James R. Morris

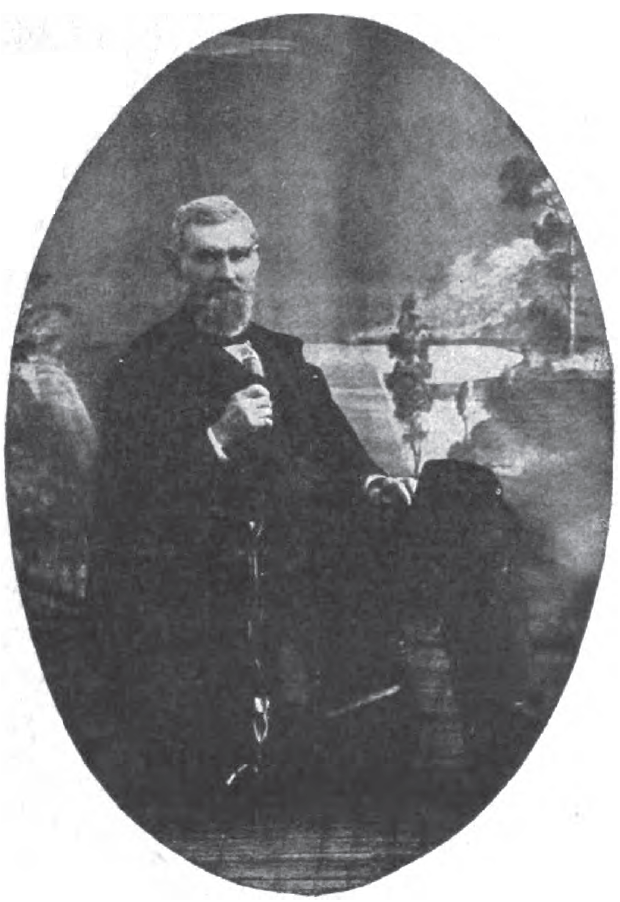
James R. Morris

James Remley Morris (* 10. Januar 1819 in Rogersville, Greene County, Pennsylvania; † 24. Dezember 1899 in Woodsfield, Ohio) war ein US-amerikanischer Politiker. Zwischen 1861 und 1865 vertrat er den Bundesstaat Ohio im US-Repräsentantenhaus.

## Werdegang
James Morris war der Sohn des Kongressabgeordneten Joseph Morris (1795–1854). Er besuchte die öffentlichen Schulen seiner Heimat. Im Jahr 1829 zog er mit seinen Eltern nach Waynesburg in Ohio. Ein Jahr später kam er nach Woodsfield, wo er in den Jahren 1833 und 1834 eine Lehre im Druckerhandwerk absolvierte. Bis 1839 absolvierte er ein Privatstudium. Nach einem anschließenden Jurastudium und seiner 1843 erfolgten Zulassung als Rechtsanwalt begann er in Woodsfield in diesem Beruf zu arbeiten. Nach der Wahl seines Vaters in das US-Repräsentantenhaus wurde er als dessen Nachfolger zum Bezirkskämmerer im Monroe County gewählt. Zwischen 1844 und 1848 war er Herausgeber und Manager der Zeitung Spirit of Democracy. Im Jahr 1859 gehörte er dem Ohio State Board of Equalization an. Politisch war er Mitglied der Demokratischen Partei.
Bei den Kongresswahlen des Jahres 1860 wurde Morris im 17. Wahlbezirk von Ohio in das US-Repräsentantenhaus in Washington, D.C. gewählt, wo er am 4. März 1861 die Nachfolge von Thomas Clarke Theaker antrat. Nach einer Wiederwahl konnte er bis zum 3. März 1865 zwei Legislaturperioden im Kongress absolvieren. Diese waren von den Ereignissen des Bürgerkrieges geprägt. Seit 1863 vertrat Morris als Nachfolger von Robert H. Nugen den 15. Distrikt seines Staates im Kongress. Im Jahr 1864 wurde er nicht in seinem Mandat bestätigt.
Nach dem Ende seiner Zeit im US-Repräsentantenhaus praktizierte James Morris wieder als Anwalt. Von 1872 bis 1877 amtierte er auch als Nachlassrichter. Zwischen 1886 und 1889 bekleidete er die Stelle des Posthalters in Woodsfield. Dort ist er am 24. Dezember 1899 auch verstorben.